# Luật tin giả (Liên bang Nga)
Luật Tin giả là các luật liên bang ở Nga, cấm phổ biến thông tin bị chính quyền Nga cho là "không đáng tin cậy", đưa ra các hình phạt cho việc phổ biến như vậy và cho phép cơ quan giám sát Roskomnadzor chặn quyền truy cập vào các phương tiện truyền thông trực tuyến đăng tải thông tin như vậy. Luật nổi tiếng nhất trong số các luật này là Luật Liên bang số 32-FZ ngày 4 tháng 3 năm 2022, được ban hành trong chiến dịch tấn công Ukraina; việc thông qua luật này đã dẫn đến việc rút hàng loạt các phương tiện truyền thông nước ngoài khỏi Nga.